# Перселл (Оклахома)
Перселл (англ. Purcell) — город и административный центр округа Мак-Клейн в штате Оклахома в Соединённых Штатах Америки. По данным переписи 2020 года, население города составляло 6 651 человек.
Перселл часто называют «Квотерхорсовой столицей мира», а его официальный девиз — «Сердце Оклахомы».

## История
Перселл был основан в 1887 году при железнодорожной станции на северной оконечности Gulf, Colorado and Santa Fe Railway, принадлежащей Atchison, Topeka and Santa Fe Railway, и был назван в честь Эдварда Б. Перселла, служащего AT&SF. Перселл был единственным городком на границе неназначенных земель и начал притягивать поселенцев ещё до Земельных гонок 1889 года. Участки в городке начали продаваться 5 апреля 1887 года, а 16 дней спустя было открыто почтовое отделение. В том же году была основана газета Purcell Register, одна из шести первых газет Оклахомы, которая продолжает выходить до сих пор. В 1888 году была основана Академия Святой Элизабет, вторая на всей Индейской территории (была закрыта в 1968 году). 30 сентября 1893 года в бывшей Методистской епископальной церкви Троицы к югу от Перселла состоялся первый съезд сторонников единого штата Оклахома. В 1990 году Историческое общество Оклахомы назвало это событие историческим. 13 августа 1895 года был избран первый мэр Джеймса Тейлора Брэдли. В том же году в Перселл был перенесён один из пяти окружных судов Чикасо-Нейшн. Первое заседание прошло 18 ноября, а на следующий день в деловом районе случился пожар, чудом не тронувший здание суда. 3 октября 1898 года жители проголосовали за создание города. В марте 1907 года началось строительство участка Oklahoma Central Railroad, которая должна была соединить угольные шахты округа Лихай, штат Пенсильвания с Чикашей, штат Оклахома. В городе компания разместила свои склады, амбары и большую часть оборудования. Хотя OCR обанкротилась в следующем году, её активы были приобретены AT&SF. В настоящее время станцию обслуживает Amtrak.